# سيفان كلاين
سيفان كلاين (بالعبرية: סיון קליין؛ ولد 26 أغسطس 1984) عارضة أزياء، شخصية تلفزيونية وملكة جمال إسرائيلية مثلت بلدها في مسابقة ملكة جمال الكون 2003 في بنما سيتي، بنما.

## روابط خارجية
- سيفان كلاين على موقع IMDb (الإنجليزية)
- Miss Israel 2003 at Pageantopolis
- Jerusalem Post article on Sivan Klein نسخة محفوظة 28 سبتمبر 2007 على موقع واي باك مشين.